# Склоприлад
Приватне акціонерне товариство «Склоприлад» (ПрАТ «Склоприлад») — підприємство України з випуску лабораторного, мірного посуду та контрольно-вимірювальних приладів. Основний виробник — «Лохвицький приладобудівний завод».

## Історія

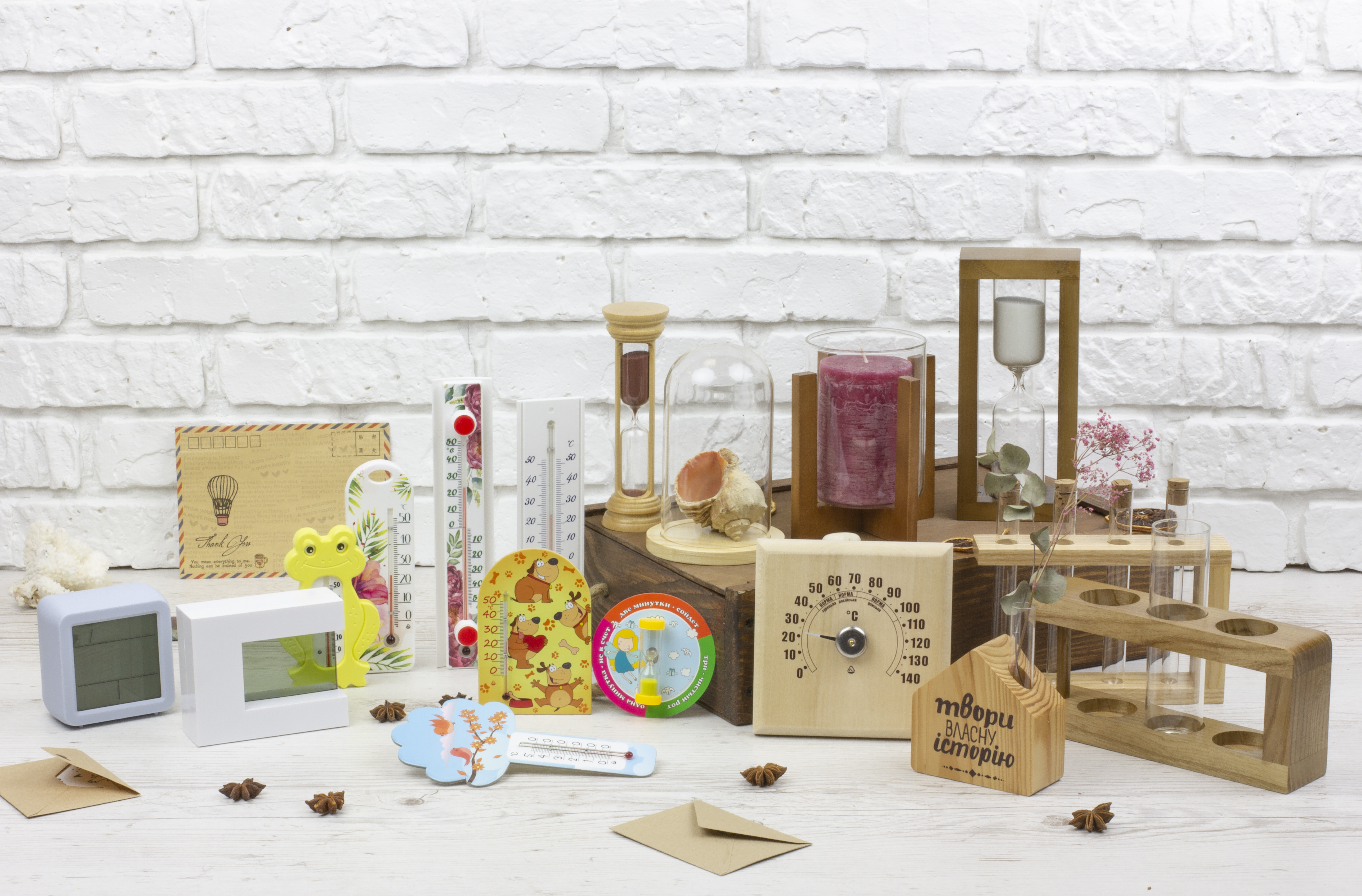
Термометри та декор для дому виробництва заводу "Склоприлад"

В 1946 році на базі цеху «Точскло» Лохвицького спирткомбінату організувалося нове підприємство, яке налагодило випуск спиртометрів, ртутних термометрів і хіміко-лабораторного посуду. Пізніше, в 1960 році був заснований «Лохвицький приладобудівний завод», що виробляв медичні та промислові термометри, хіміко-лабораторний посуд та скляні прилади.
Приладобудівний завод випускав продукцію під знаком якості, задовольняючи потребу всіх республік СРСР, та експортував вироби до 23 країн світу.
У 1996 році підприємство акціонували і перетворили в ПАТ «Склоприлад». Компанія почала працювати в напрямку контрольно-вимірювальних приладів: манометрів, гігрометрів.

## Ринки збуту
Продукція заводу «Склоприлад» успішно експортується в Молдову, Казахстан, Грузію, Вірменію, Азербайджан, Узбекистан, Таджикистан, Болгарію, країни Прибалтики.

## Сертифікація
У грудні 2004 року підприємство пройшло акредитацію на предмет відповідності системи менеджменту якості міжнародним стандартам і отримало сертифікат ISO 9001:2000 і сертифікаційний знак TNO sertification. Cьогодні система управління якістю заводу «Склоприлад» сертифікована відповідно до міжнародного стандарту ISO 9001:2015.

## Асортимент
Випускається така продукція під торговою маркою «Склоприлад»: 
- ареометри[1] скляні,
- гігрометри психрометричні,
- термометри[2] (скляні, рідинні (ртутні та спиртові), біметалеві),
- манометри[3],
- мановакууметри,
- напороміри,
- посуд лабораторний[4] та інші.

## Примітка
1. ↑  Ареометри ПАТ «Склоприлад». Архів оригіналу за 12 липня 2012. Процитовано 12 липня 2012. [Архівовано 2012-07-12 у Wayback Machine.]
2. ↑  Термометри ПАО «Склоприлад». Архів оригіналу за 25 червня 2012. Процитовано 12 липня 2012. [Архівовано 2012-06-25 у Wayback Machine.]
3. ↑  Манометри ПАТ «Склоприлад». Архів оригіналу за 19 серпня 2012. Процитовано 12 липня 2012. [Архівовано 2012-08-19 у Wayback Machine.]
4. ↑  Посуд лабораторний ПАО «Склоприлад». Архів оригіналу за 12 липня 2012. Процитовано 12 липня 2012. [Архівовано 2012-07-12 у Wayback Machine.]